# Shawky Gharib
Shawky Gharib Bayoumi (in arabo شوقي غريب‎?; El-Mahalla El-Kubra, 26 febbraio 1959) è un allenatore di calcio ed ex calciatore egiziano, di ruolo centrocampista.

## Carriera

### Allenatore
Inizia la carriera da tecnico alla guida dell'Egitto Under-20 nel 2000, guidando la squadra al terzo posto ai Mondiali Under-20 disputati in Argentina. Nel 2005 entra nello staff tecnico di Hassan Shehata, CT della selezione egiziana, in qualità di collaboratore tecnico. Il 31 ottobre 2011 passa alla guida dello Smouha.
Il 27 novembre 2013 sostituisce Bob Bradley alla guida della nazionale egiziana. Il 26 novembre 2014, dopo aver fallito la qualificazione alla Coppa d'Africa 2015, viene sollevato dall'incarico.
Il 24 luglio 2015 viene ingaggiato dell'El-Entag El-Harby. Il 20 marzo 2017 si dimette dall'incarico. Il 23 gennaio 2018 viene nominato CT della selezione olimpica egiziana, con cui nel 2019 vince la Coppa d'Africa Under-23, qualificandosi alle Olimpiadi di Tokyo.

## Palmarès

### Giocatore
- Coppa d'Africa: 1

Egitto 1986

### Nazionale
- Coppa d'Africa Under-23: 1

Egitto 2019